# Rio Cărpiniş
O Rio Cărpiniş é um rio da Romênia, afluente do Nireş, localizado no distrito de Covasna.